# Castello Malou
Il castello Malou (in francese château Malou; in fiammingo Maloukasteel) è un castello in stile neoclassico della Regione di Bruxelles-Capitale in Belgio, situato nella municipalità di Woluwe-Saint-Lambert, nella parte orientale di Bruxelles.
Il castello Malou, protetto come monumento storico, si trova a un'altitudine di 52 m s.l.m.. Il suo parco si estende su 32 000 m2.

## Storia

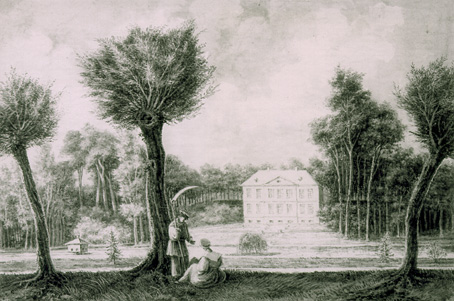
Veduta del castello nel 1831

Albert Preudhomme era proprietario di un fondo rurale che comprendeva una residenza di campagna circondata da un parco e degli stagni.
In seguito a problemi finanziari, la tenuta fu ceduta al monte di Pietà e poi rivenduta ai Gesuiti (1654), che la trasformarono in una casa di riposo rustica, nota con il nome "Het Speelgoet".
Quando la Compagnia di Gesù fu soprressa (1773), la tenuta fu messa all'asta (1774) e fu acquistata dal banchiere e mercante Lambert de Lamberts, che demolì l'edificio e fece edificare la dimora attuale in stile neoclassico (1776).
Nei cento anni successivi, il castello passò ai suoi eredi, quindi a Charles-Louis Kessel, per diventare poi di proprietà del ministro orangista Pierre-Louis Van Gobbelschroy.
Dopo che il Belgio ottenne l'indipendenza dal Regno Unito dei Paesi Bassi (1830), Gobbelschroy abbandonò la vita politica e visse nel castello in compagnia della sua compagna Marie Lesueur, una prima ballerina d'origine francese. Insieme abbellirono l'edificio e il parco.
Dopo il suicidio di Gobbelschroy (1850), avvenuto a causa di problemi finanziari, la sua compagna cedette il castello al notaio Van Keerbergen, che due anni più tardi lo rivendette al ministro delle Finanze del nuovo governo belga Jules Malou (1810–1886). Malou risiedette nell'edificio a partire dal 1853 fino alla sua morte e da allora l'edificio mantiene il suo nome.
I suoi eredi ne conservarono la proprietà fino al 1950, quando la tenuta fu acquistata dal comune di Woluwe-Saint-Lambert, che lo utilizza principalmente per attività culturali e mostre.

### Restauro
Una prima fase di lavori di restauro fu eseguita nel 1970. Nel febbraio 2008, il consiglio comunale decise di avviare una seconda fase di restauro, coinvolgente sia l'edificio stesso (facciata, cornicioni, isolamento del tetto) sia il suo arredamento interno. Si conseguì un doppio obbiettivo: la conservazione dell'autenticità dell'edificio e il miglioramento delle possibilità di utilizzo.

## Ubicazione
Il castello è situato al centro del Parc Malou, che domina la vallata del fiume Woluwe. Di fronte al castello c'è un giardino formale, mentre sul retro si trova un laghetto con cigni e anatre.

## Situazione
Il castello è di proprietà del comune di Woluwe-Saint-Lambert.